# WTA Mumbai Open 2024
Il WTA Mumbai Open 2024, chiamato anche L&T Mumbai Open 2024 per motivi di sponsorizzazione, è un torneo professionistico di tennis femminile giocato sul cemento. È la 3ª edizione del torneo e la prima dal 2018, facente parte della categoria WTA 125 nell'ambito del WTA 125 2024. Si gioca al Cricket Club of India di Mumbai in India dal 5 all'11 febbraio 2024.

## Partecipanti al singolare

### Teste di serie
| Nazionalità | Giocatrice        | Ranking* | Testa di serie |
| ----------- | ----------------- | -------- | -------------- |
| Stati Uniti | Kayla Day         | 92       | 1              |
| Giappone    | Nao Hibino        | 94       | 2              |
| Slovenia    | Tamara Zidanšek   | 97       | 3              |
| Australia   | Arina Rodionova   | 101      | 4              |
| Stati Uniti | Elizabeth Mandlik | 113      | 5              |
| Brasile     | Laura Pigossi     | 114      | 6              |
| Lettonia    | Darja Semeņistaja | 120      | 7              |
| Australia   | Kimberly Birrell  | 124      | 8              |

* Ranking al 29 gennaio 2024.

### Altre partecipanti
Le seguenti giocatrici hanno ricevuto una wild card per il tabellone principale:
- Vaishnavi Adkar
- Rutuja Bhosale
- Ankita Raina
- Sahaja Yamalapalli

Le seguenti giocatrici sono passate dalle qualificazioni:
- Shrivalli Bhamidipaty
- Lina Glushko
- Amandine Hesse
- Peangtarn Plipuech
- Himeno Sakatsume
- Fanny Stollár

Le seguenti giocatrici dono entrate in tabellone come lucky loser:
- Park So-hyun
- Camilla Rosatello

### Ritiri
Prima del torneo
- Himeno Sakatsume → sostituita da  Park So-hyun
- Tamara Zidanšek → sostituita da  Camilla Rosatello

## Partecipanti al doppio

### Teste di serie
| Nazione    | Giocatrice         | Nazione     | Giocatrice         | Rank1 | Seed |
| ---------- | ------------------ | ----------- | ------------------ | ----- | ---- |
| Italia     | Angelica Moratelli | Italia      | Camilla Rosatello  | 167   | 1    |
| Slovenia   | Dalila Jakupović   | Stati Uniti | Sabrina Santamaria | 183   | 2    |
| Germania   | Julia Lohoff       | Svizzera    | Conny Perrin       | 222   | 3    |
| Thailandia | Luksika Kumkhum    | Thailandia  | Peangtarn Plipuech | 248   | 4    |

* Ranking al 29 gennaio 2024.

### Altre partecipanti
La seguente coppia di giocatrici ha ricevuto una wild card per il tabellone principale:
- Rutuja Bhosale /  Ankita Raina

Le seguenti coppie di giocatrici sono subentrate in tabellone come alternate:
- Vaishnavi Adkar /  Sahaja Yamalapalli
- Carole Monnet /  Ekaterina Jašina

### Ritiri
Prima del torneo
- Kayla Day /  Katie Volynets → sostituite da  Vaishnavi Adkar /  Sahaja Yamalapalli
- Polina Kudermetova /  Suzan Lamens → sostituite da  Carole Monnet /  Ekaterina Jašina

## Campionesse

### Singolare
Darja Semeņistaja ha sconfitto in finale  Storm Hunter con il punteggio di 5-7, 7-6(6), 6-2.

### Doppio
Dalila Jakupović /  Sabrina Santamaria hanno sconfitto in finale  Arianne Hartono /  Prarthana Thombare con il punteggio di 6-4, 6-3.